# ショーカリョ

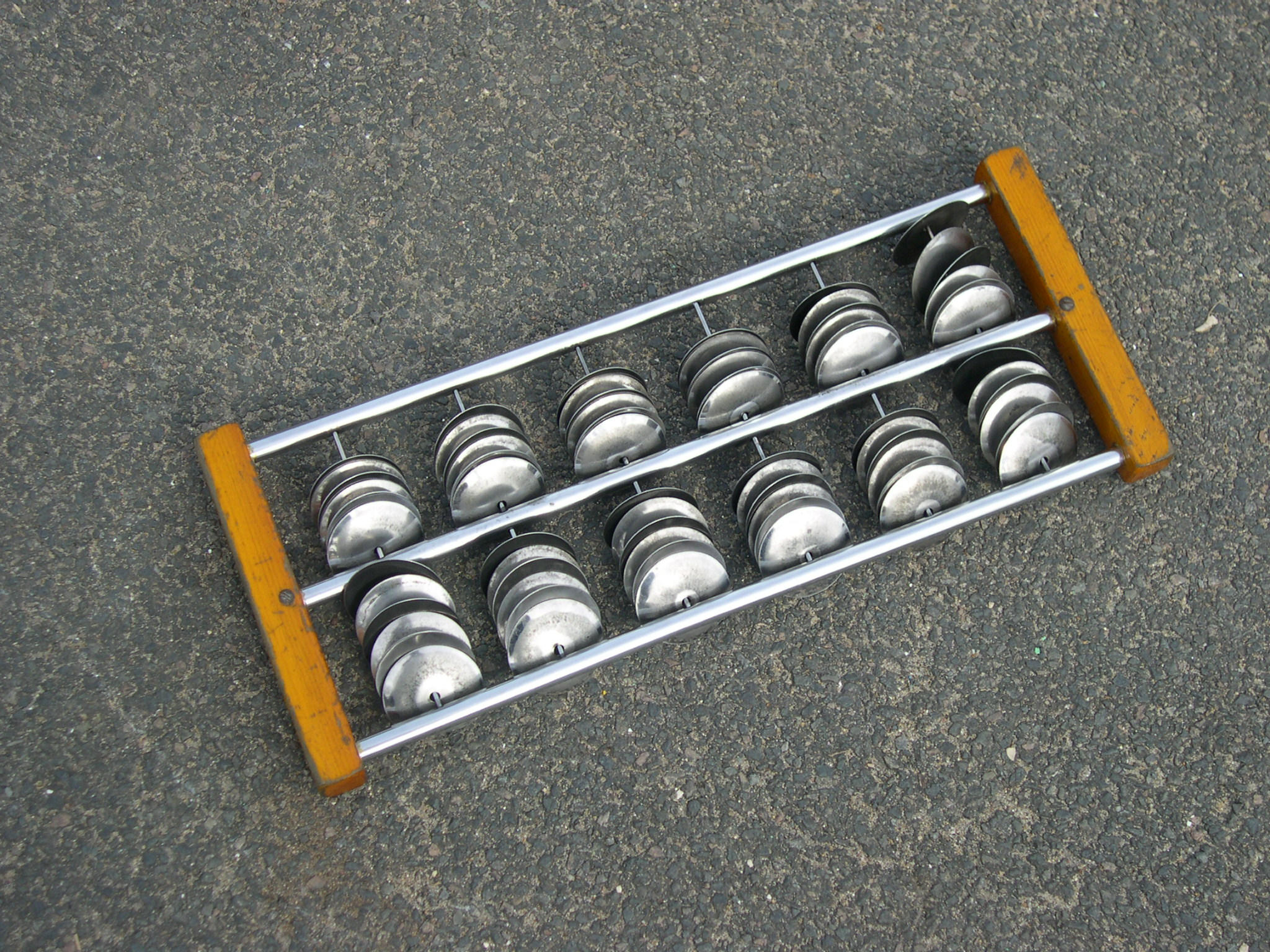
ショーカリョ

ショーカリョ(Chocalho)は、ブラジル音楽に用いられるパーカッションのひとつである。

## 形状・奏法
タンバリンやパンデイロよりも肉厚なジングルが10個程度並んでおり、それを振ってジングルのみの音を出す。
また、日本では現時点製造されておらず、入手は困難であるが、自作するのは簡単である。